# Rifugio Monzoni Torquato Taramelli
Il rifugio Monzoni Torquato Taramelli è un rifugio alpino di proprietà della SAT situato nel gruppo dei Monzoni, nella valle dei Monzoni (una laterale della val San Nicolò, a sua volta una laterale della val di Fassa), a quota 2040 m s.l.m. nel comune di San Giovanni di Fassa in provincia di Trento.

## Storia
Il rifugio venne inaugurato il 9 agosto del 1904, e durante la prima guerra mondiale fu sede di un comando dell'esercito austriaco, dal momento che il fronte italo-austriaco passava dal vicino Passo delle Selle. Dal 1961 la gestione del luogo è passato alla SUSAT, la sezione universitaria della SAT. Ristrutturato negli anni 1994-1996. Il rifugio è dedicato all'insigne geologo Torquato Taramelli.

## Vie d'accesso
- Da Pozza di Fassa, risalendo la val San Nicolò e la val Monzoni (sentiero 603).
- Dal Passo San Pellegrino attraverso il Passo delle Selle (sentiero 604).